# Dink Pate
Dink Pate (Dallas, 10 marzo 2006) è un cestista statunitense, di ruolo guardia o ala piccola.

## Biografia
Pate nasce a Dallas dove frequenta la L.G. Pinkston High School. Nella sua ultima stagione ha una media di 20,3 punti a partita.

## Carriera
Valutato come prospetto da cinque stelle, decide di non passare per il basket collegiale e di giocare invece per la NBA G League Ignite nella lega di sviluppo della NBA, la NBA G League, nonostante aver ricevuto diverse offerte tra cui quelle dell'Università dell'Alabama e quella dell'Arkansas.

### NBA G League Ignite (2023-2024)
Firmando un biennale nell'aprile del 2023 con la NBA G League Ignite, diventa il cestista statunitense professionista più giovane della storia, superando Scoot Henderson di cinque settimane. Il 27 febbraio 2024, Pate segna il suo career high con 16 punti e 9 assist nella partita contro i Texas Legends.
Dopo la chiusura della franchigia nel marzo del 2024 cercò di ottenere il via libera per rendersi eleggibile per il draft NBA di quell'anno ma gli fu negata la richiesta nonostante avesse compiuto diciotto anni poco prima.

### Mexico City Capitanes (2024-presente)
Il 3 luglio 2024 firma con i Capitanes de Ciudad de México.